# A Tale of Two Kitties

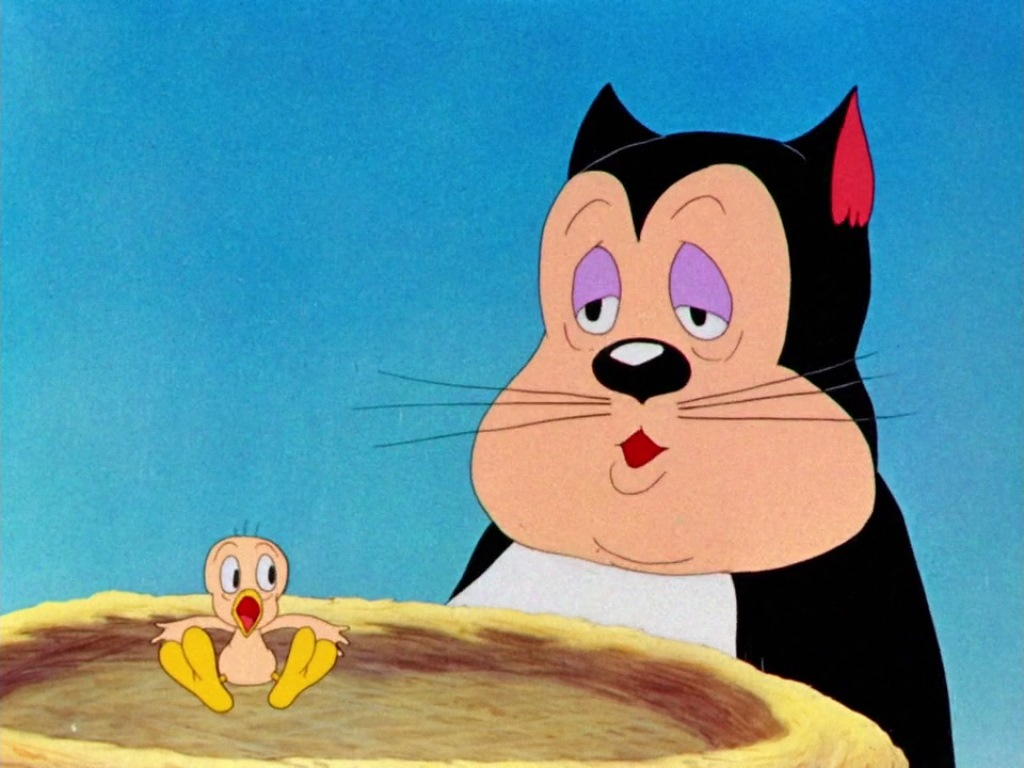
Tweety en Catstello.

A Tale of Two Kitties is een Amerikaanse tekenfilm uit 1942, geregisseerd door Bob Clampett. In deze tekenfilm maakt Tweety zijn debuut (zij het nog zonder zijn gele pluimen). Het filmpje maakt tegenwoordig deel uit van het publiek domein.

## Verhaal
Twee katten die ontzettend veel lijken op het Amerikaanse comedy-duo Abbott en Costello zien een vogeltje in de boom zitten en besluiten dit vogeltje op te eten. Ze hadden alleen niet verwacht dat Tweety zo slim zou zijn.

## Stemmencast
| Acteur      | Personage                      |
| ----------- | ------------------------------ |
| Mel Blanc   | Tweety / Catstello (onvermeld) |
| Tedd Pierce | Babbit (onvermeld)             |

## Trivia
Wat deze film ook speciaal maakt is dat het de eerste film is waarin zinnetjes als "I tawt I taw a puddy tat" en "I did, I did taw a puddy tat!" voorkwamen, wat in latere tekenfilms Tweety's catchphrases zouden worden.